# 푸슈카시 페렌츠 슈터디온
푸슈카시 페렌츠 슈터디온(헝가리어: Puskás Ferenc Stadion)은 헝가리 부다페스트에 존재했던 종합 경기장으로 수용 인원은 38,652명이었다. 헝가리 축구 국가대표팀의 홈 구장으로 사용되었다.

## 역사
부다페스트는 1896년에 열릴 최초의 근대 올림픽을 개최하기 위해 국립 경기장을 건설하려는 계획을 세웠지만 그리스 아테네가 1896년 하계 올림픽 개최지로 선정되면서 무산되었다. 1911년에는 1920년 하계 올림픽을 부다페스트에서 유치하려는 계획을 세웠지만 이마저도 오스트리아-헝가리 제국이 제1차 세계 대전에서 패전하면서 좌절되고 만다.
1924년에는 헝가리 정부가 새로운 국립 경기장 건설을 위한 스포츠 세금을 신설했지만 국립 경기장 건설 계획은 성사되지 않았다. 1948년부터 1953년까지 국립 경기장 건설 사업이 진행되었으며 개장 당시에는 100,000명을 수용할 수 있는 규모였다. 최다 관중 수 기록은 1956년 7월 28일 버셔시 SC와 SK 라피트 빈 간의 경기에서 집계된 104,000명이다.
경기장의 원래 이름은 넵슈터디온(Népstadion, 인민경기장)이었으나 2002년에 헝가리의 전직 축구 선수인 푸슈카시 페렌츠의 이름을 따서 지금과 같은 이름으로 바뀌었다. 2016년 10월에 옛 경기장이 철거되었으며 2017년부터 2019년까지 새로운 경기장인 푸슈카시 아레나 건설이 진행되었다.

## 기록

### 2002년 FIFA 월드컵 유럽 지역 예선
| 날짜            | 팀 1   | 스코어 | 팀 2       | 라운드 |
| --------------- | ------ | ------ | ---------- | ------ |
| 2000년 9월 3일  | 헝가리 | 2 - 2  | 이탈리아   | 8조    |
| 2001년 3월 24일 | 헝가리 | 1 - 1  | 리투아니아 | 8조    |
| 2001년 6월 6일  | 헝가리 | 4 - 1  | 조지아     | 8조    |
| 2001년 9월 5일  | 헝가리 | 0 - 2  | 루마니아   | 8조    |